# Pseudoparlatoria petasata
Pseudoparlatoria petasata är en insektsart som beskrevs av Ferris 1942. Pseudoparlatoria petasata ingår i släktet Pseudoparlatoria och familjen pansarsköldlöss. Inga underarter finns listade i Catalogue of Life.